# مارلون كينغ
مارلون كينغ (بالبرتغالية: Johnath Marlone Azevedo da Silva‏) (2 أبريل 1992 في البرازيل - ) هو لاعب كرة قدم برازيلي في مركز الوسط. لعب مع نادي سبورت ريسيفه ونادي فاسكو دا غاما ونادي فلومينينسي ونادي كروزيرو ونادي كورينثيانز ونادي بينابولينيزي.

## وصلات خارجية
- مارلون كينغ على موقع قاعدة بيانات كرة القدم.إي يو (الإنجليزية)
- مارلون كينغ على موقع Soccerway.com (الإنجليزية)
- مارلون كينغ على موقع عالم كرة القدم.نت (الإنجليزية)